# 티랩
주식회사 티랩(Tlab)은 대한민국의 글꼴 디자인 회사이다.
경기도(경기천년체), 김포시(김포평화체), 대구광역시(대구수성체), 한국저작권위원회, 국립공원공단과 같은 지자체 및 국공립기관을 포함하여, KT, 한화생명, 롯데 자이언츠, 에듀윌 등 다수의 기업 전용서체를 제작하였다. Tlab불멸, Tlab레트로라이프, Tlab월광포르테, Tlab부활 등 자사 글꼴 브랜드인 'Tlab' 시리즈를 개발하고 있다.

## 수상
- 한화생명 라이프플러스(2019) : 세계 3대 디자인 어워드 레드닷 디자인 어워드 본상(브랜드 아이덴티티/타이포그라피 부문)
- 경기천년체(2018) : 세계 3대 디자인 어워드 iF 디자인 어워드 본상(커뮤니케이션/타이포그라피 부문)
- Tlab더클래식(2017) : 국제 타입 디자인 컴페티션인 그랸샨(granshan) competition-2017-winners 수상

## 전용서체
- KT Y브랜드 <Y클로버체>, <Y유니버스>, <Y콤퓨타체>, <Y이드스트릿체>
- 롯데 자이언츠 <자이언츠>
- 한국저작권위원회 <KCC간판체>, <KCC손기정체>, <KCC김훈체>, <KCC은영체>, <KCC안중근체>
- 경기도 <경기천년제목>, <경기천년바탕>
- 대구광역시 수성구 <수성돋움>, <수성바탕>, <수성혜정>
- 경기도 김포시 <김포평화제목>, <김포평화바탕>
- 에듀윌 <에듀윌 합격체>
- 한화생명 <라이프플러스>
- 롯데제과 <가나초콜릿>
- 롯데캐슬 <롯데캐슬체>, <롯데캐슬체 본문>
- 한국토지주택공사 <LH안단테>
- 국립공원공단 <국립공원돋움>, <국립공원 반달이>, <국립공원 꼬미>
- 커넥츠 <커넥츠 Display>, <커넥츠 본문>
- 노회찬재단 <노회찬 손글씨체>
- AIA생명 <AIA바이탈리티KR>
- 한국보건의료재단 <KOFIH이종욱체>
- 폴리어학원 <Pathfinder>
- 정릉시장 <정릉시장 웃음꽃체>
- GC녹십자 <GC>